# Quartz (альбом)
Quartz — дебютный студийный альбом британской хеви-метал-группы Quartz, вышедший в ноябре 1977 года. Диск был переиздан в 1980 году под названием Deleted. Продюсером альбома выступил гитарист группы Black Sabbath Тони Айомми.

## Список композиций

### Сторона А
1. «Mainline Riders» — 3:32
2. «Sugar Rain» — 4:44
3. «Street Fighting Lady» — 4:48
4. «Hustler» — 4:50

### Сторона Б
1. «Devil’s Brew» — 3:50
2. «Smokie» — 1:08
3. «Around and Around» — 5:00
4. «Pleasure Seekers» — 3:50
5. «Little Old Lady» — 4:34
6. «Circles»* — 4:33

- -Композиция не вышла на альбоме, однако присутствует на второй стороне сингла «Stoking the Fires of Hell».

## Участники записи
- Майк Тейлор — ведущий вокал
- Мик Хопкинс — соло-гитара
- Джефф Николс — клавишные, ритм-гитара[1]
- Дерек Арнольд — бас-гитара
- Малкольм Коуп — ударные
- Брайан Мэй — соло-гитара на «Circles»’
- Оззи Осборн — бэк-вокал на «Circles»’
- Тони Айомми — продюсер

‘- Композиция хоть и не вышла на альбоме, однако всё же присутствует на второй стороне сингла «Stoking the Fires of Hell».